# ويليام دبليو. بورتر
ويليام دبليو. بورتر (بالإنجليزية: William W. Porter) هو قاضي أمريكي، ولد في 5 مايو 1856، وتوفي في 16 نوفمبر 1928.